# Тухеітіа Пакі
Тухеітіа Пакі Те Фероферо VII (маор. Tūheitia Potatau Te Wherowhero VII; 21 квітня 1955 — 30 серпня 2024) — сьомий король маорі (2006—2024). Старший син попереднього маорійського монарха — королеви Те Арікінуі Дам Те Атаірангікааху. За традицією королів маорі був оголошений спадкоємцем своєї матері й коронований в день її поховання 21 серпня 2006 року.

## Життєпис
Король Тухеітіа (уроджений Тухеітіа Пакі) — син Фатумоана Пакі та королеви Те Арікінуі Дам Те Атаірангікааху, які одружилися у 1952 році. Тухеітіа отримав освіту у школі Ракауманга в Хантлі, школі Саутвелл у Гамільтоні та коледжі Святого Стефана (Бомбейська школа) у Бомбей-Хіллс на південь від Окленду. Окрім нього в родині було ще шестеро дітей:
- Хіні Катіпа (до шлюбу Пакі),
- Томаірангі Пакі,
- Кікі Соломон (до шлюбу Пакі),
- Міхі Габріель Пакі,
- Махарая Пакі,
- Те Манавануі Кларксон (до шлюбу Пакі)[3].

Чинний король маорі одружений з Макау Арікі Атафаі. Подружжя має трьох дітей:
- Фатумоан,
- Коротангі,
- Нгаваі Хоно І Те По[4].

Після коронації Тухеітіа Пакі його дружина Макау Арікі Атафаі була призначена покровителькою Ліги добробуту жінок маорі та організації охорони суспільного здоров'я маорі «Te Kohao» Health.

## Нагороди
У 2006 році отримав Великий хрест Ордену Корони Тонґа під час коронаційних церемоній нового тонганського короля Георга Тупоу V.
27 листопада 2007 року був призначений офіцером Британського Ордену Святого Іоанна Єрусалимського та підвищений до ступеня лицаря у 2016 році. У 2010 році він був призначений лицарським полководцем ордену Святого Лазаря.
У 2016 році в межах святкування 10-ї річниці коронації, мер Гамільтон-Сіті нагородив короля Тухеітіа вищою міською нагородою — відзнакою «Свобода міста». В тому ж році король також отримав почесний докторський ступінь Університету Ваїкато.